# Quadrimaera pacifica
Quadrimaera pacifica är en kräftdjursart som först beskrevs av Schellenberg 1938.  Quadrimaera pacifica ingår i släktet Quadrimaera och familjen Melitidae. Inga underarter finns listade i Catalogue of Life.